# Concert rustique
Pour plus de détails, voir Fiche technique et Distribution.
Concert rustique (titre original : The Barnyard Concert)  est un court métrage d'animation américain des studios Disney avec Mickey Mouse, réalisé par Walt Disney, sorti en 1930. 
Sorti le 3 mars 1930 Concert rustique est un court métrage de Mickey Mouse. Comme indiqué dans le titre, il s'agit d'un concert réalisé à la ferme. Le concert comporte huit morceaux joués par les animaux de la ferme sous la direction de Mickey.

## Synopsis
Mickey dirige, avec quelques petits problèmes, un orchestre composé d'animaux de la ferme. Il finira assommé par une bassine d'eau.

## Fiche technique
- Titre : Concert rustiqueSource : IMDb[1]
- Titre original : The Barnyard Concert
- Réalisation : Walt Disney
- Animateur : Ub Iwerks, Les Clark
- Musique : Paul J. Smith
- Producteur : Walt Disney, John Sutherland
- Société de  production : Disney Brothers Studios
- Société de distribution : Columbia Pictures
- Pays de production:  États-Unis
- Langue : Anglais américain
- Format : Noir et blanc — 35 mm — 1,33:1 — Son : Mono (Powers Cinephone Sound System)
- Durée : 7 minutes
- Dates de sortie :
  - États-Unis : 3 mars 1930

## À noter
- Mickey poursuit sa carrière de musicien entamée avec Steamboat Willie (1928) et L'Opéra (The Opry House, 1929). Il sera aussi moins de deux semaines plus tard à l'affiche d'un autre court métrage musical nommé Just Mickey.
- Les seuls personnages reconnaissables sont Clarabelle Cow en flûtiste et Horace Horsecollar en percussionniste. L'interprétation du Poète et Paysan de Franz von Suppé est très drôle mais comme l'on fait remarquer certaines critiques, plusieurs gags sont des reprises des précédents films.
- En commençant par Steamboat Willie, puis avec Champ de bataille en 1929 jusqu'à Le Fermier musicien et Olympiques rustiques en 1932, une grande proportion des premiers courts métrages de Disney comporte un lien fort avec le monde rural et tire leur humour d'une juxtaposition comique de stéréotypes urbains et ruraux[2].